# Sandsjön, Västmanland
Sandsjön är en sjö i Hällefors kommun i Västmanland och ingår i Göta älvs huvudavrinningsområde. Sjön är 6 meter djup, har en yta på 0,733 kvadratkilometer och befinner sig 204 meter över havet. Sjön avvattnas av Slussälven till sjön Grån. Vid provfiske har abborre, gädda, mört och sarv fångats i sjön.

## Delavrinningsområde
Sandsjön ingår i det delavrinningsområde (664333-143048) som SMHI kallar för Ovan VDRID = Sävälven i Sikforsåns vattendragsyta. Medelhöjden är 244 meter över havet och ytan är 20,5 kvadratkilometer. Räknas de 12 avrinningsområdena uppströms in blir den ackumulerade arean 188,1 kvadratkilometer. Sikforsån som avvattnar avrinningsområdet har biflödesordning 3, vilket innebär att vattnet flödar genom totalt 3 vattendrag innan det når havet efter 372 kilometer. Avrinningsområdet består mestadels av skog (78 procent). Avrinningsområdet har 1,74 kvadratkilometer vattenytor vilket ger det en sjöprocent på 8,5 procent.